# Brandenburger Kulturstadl

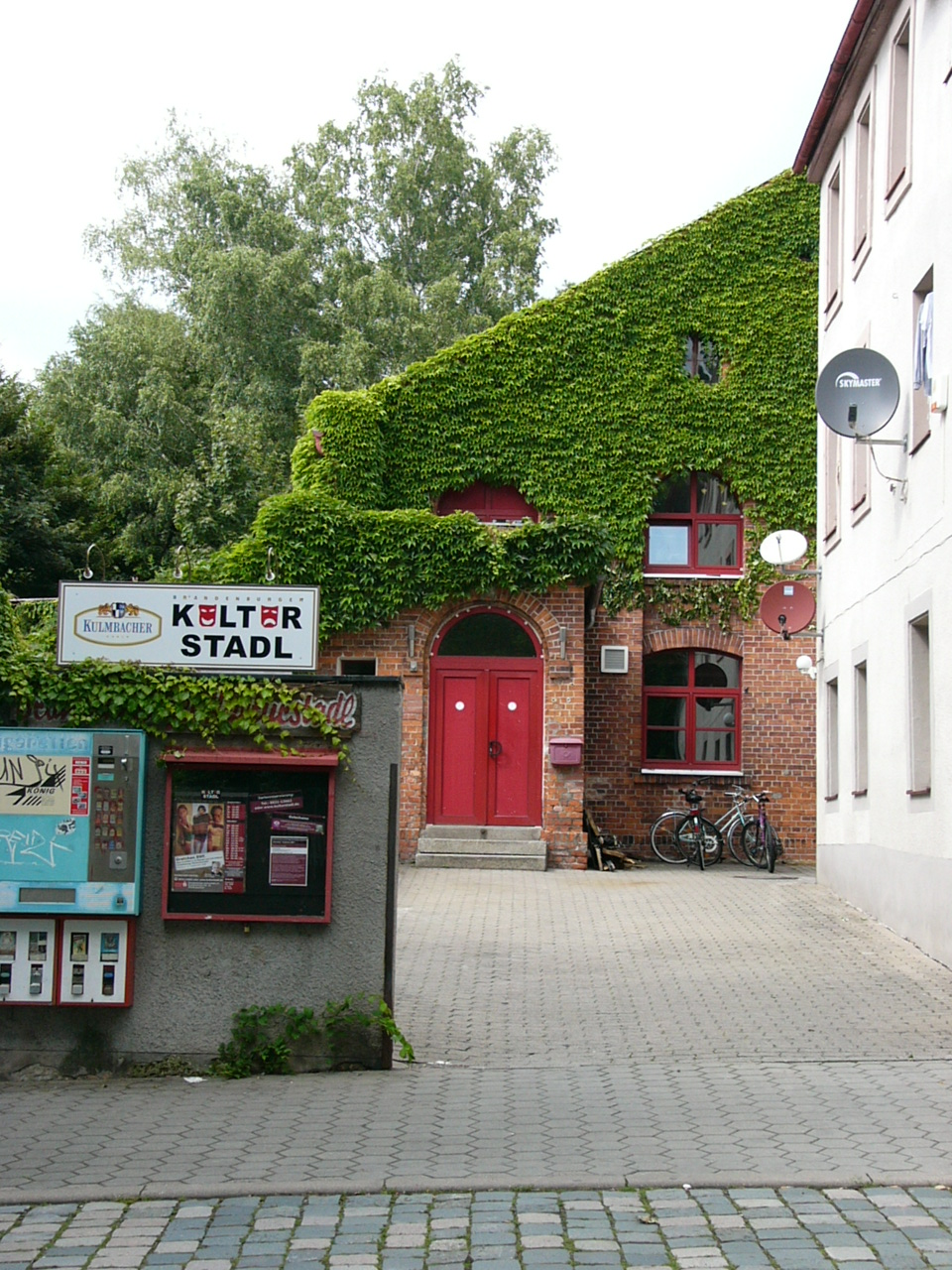
Eingang zum Brandenburger Kulturstadl

Der Brandenburger Kulturstadl ist ein Amateurtheaterensemble im Bayreuther Stadtteil St. Georgen.
Die rund 200 aktiven Mitglieder  des Brandenburger Kulturstadls realisieren auf ehrenamtlicher Basis vier bis fünf Theaterproduktionen im Jahr. Regelmäßig wird von Januar bis März eine Boulevard-Komödie und am Jahresende ein Weihnachtsmärchen gegeben. Weitere Produktionen sind Krimis, Sommermärchen und Jugendproduktionen wie Emil und die Detektive oder Urmel aus dem Eis.

## Geschichte & Mitglieder
1979 schlossen sich die Ensembles der „Studiobühne Schützenhaus“ und des „Theaters für Kinder der VHS Weidenberg Oberfranken“ zusammen. Der regelmäßige Spielbetrieb fand im Schützenhaus Bayreuth an der Eubener Straße statt. Nach nur zwei Spielzeiten mussten sich die beiden Gruppen nach neuen Räumlichkeiten umsehen. Die „Studiobühne Schützenhaus“ zog in ein ehemaliges Offizierskasino an der Röntgenstraße („Studiobühne Bayreuth“). Das „Theater für Kinder“ bezog nach sehr aufwändigen, in Eigenleistung (10.000 Stunden) erbrachten Renovierungsarbeiten den ehemaligen Vereinssaal „Tanzstadl“ in der Brandenburger Straße im Stadtteil St. Georgen und nannte das Gebäude fortan „Brandenburger Kulturstadl“.
Am 6. November 1982 wurde der Spielbetrieb mit dem Märchen „Hänsel und Gretel“ aufgenommen. Gleichzeitig löste sich die Theatergruppe von ihrem Träger, der Volkshochschule Weidenberg. Sie gründete mit Eintrag in das Vereinsregister beim Amtsgericht Bayreuth am 3. Dezember 1982 den Brandenburger Kulturstadl e.V.
In den 1990er Jahren wurden bei bis zu 150 Vorstellungen im Jahr mit einer Zuschauerauslastung von über 90 % über 600.000 DM in das Gebäude investiert.
Die 300.000 Besucherin wurde im Frühjahr 2017 begrüßt.

## Kulturstadl-Jugend
Seit der Aufführung von Erich Kästners „Emil und die Detektive“ im Frühjahr 1995 hat der Brandenburger Kulturstadl eine Jugendgruppe. Als erste bayerische Theatergruppe wurde diese 1996 mit einer eigenen Satzung und eigenständigem Vorstandsgremium in einem Stadtjugendring aufgenommen.
Seitdem gibt es im Kulturstadl jedes Jahr das Weihnachtsmärchen, das größtenteils von Jugendlichen gespielt wird und alle paar Jahre eine weitere Jugendproduktion.
Die Kulturstadl-Jugend ist zudem bei vielen Kinder- und Jugendaktionen wie z. B. der Kinderspielstadt Mini-Bayreuth mit einem Schminkstand vertreten.

## Vorstand
Der Brandenburger Kulturstadl ist als gemeinnütziger Verein organisiert. Der Kulturstadl verwaltet sich durch einen neunköpfigen Vorstand selbst. Die Kulturstadl-Jugend wählt ihren eigenen Vorstand. Der Vorsitzende der Jugendgruppe ist automatisch vollwertiges Mitglied im Vorstand des Theatervereins.

## Logo-Chronologie

Logo von 1982 bis 2000
Logo von 2000 bis 2009
Logo ab 2009 bis 2016